# Pheidole antipodum
Pheidole antipodum – gatunek mrówki z podrodziny Myrmicinae. Mrówki tego gatunku są wyspecjalizowanymi termitofagami. Zasięg występowania obejmuje Australię. Gatunek ten bywał wydzielany do monotypowego rodzaju Anisopheidole.